# Sirine Charaabi
Sirine Charaabi (El Fahs, 7 maggio 1999) è una pugile italiana.

## Biografia
Nata in Tunisia, all'età di 18 mesi raggiunge in Italia il padre, che lavora in provincia di Caserta. A 5 anni, seguendo il cugino, entra nella palestra della Tifata boxe di San Prisco diretta dal maestro Giuseppe Perugino. Nel 2012 vince il suo primo titolo nazionale giovanile, mentre nel 2018 ottiene la medaglia d'argento nella finale dei Campionati italiani. Dopo essersi iscritta all'Università degli Studi di Napoli "L'Orientale", continua a praticare la boxe, ma solo a livello nazionale, non avendo ancora la cittadinanza italiana. Vince la medaglia d'oro ai campionati italiani 2021, e poco dopo ottiene la cittadinanza italiana., potendo finalmente vestire la maglia azzurra con cui ottiene subito un bronzo al torneo internazionale di Oxam e l'oro ai Campionati europei under 22.
Nel 2023 vince la medaglia d'argento nella categoria 52 kg ai Campionati mondiali di pugilato dilettanti femminile 2023 a Nuova Delhi. Ai giochi olimpici di Parigi 2024 viene sconfitta al primo incontro dei sedicesimi di finale.

## Nella cultura
La storia di Sirine Charaabi ha ispirato il romanzo Il ring, scritto da Chiara Lico e pubblicato nel 2024 dalle edizioni Giunti.